# Rajd Ypres 1988
Rajd Ypres 1988 (24. Ypres 24 Hours Rally) – 24. edycja rajdu samochodowego Rajd Ypres rozgrywanego w Belgii. Rozgrywany był od 24 do 26 czerwca 1988 roku. Była to dwudziesta pierwsza runda Rajdowych Mistrzostw Europy w roku 1988 (rajd miał najwyższy współczynnik – 20) oraz piąta runda Rajdowych Mistrzostw Belgii..

## Klasyfikacja rajdu
| Miejsce                                         | Kierowca                                        | Pilot                                           | Samochód                                        | Czas                                            | Strata                                          |                                                 |
| Klasyfikacja generalna, ERC i mistrzostw Belgii | Klasyfikacja generalna, ERC i mistrzostw Belgii | Klasyfikacja generalna, ERC i mistrzostw Belgii | Klasyfikacja generalna, ERC i mistrzostw Belgii | Klasyfikacja generalna, ERC i mistrzostw Belgii | Klasyfikacja generalna, ERC i mistrzostw Belgii | Klasyfikacja generalna, ERC i mistrzostw Belgii |
| ----------------------------------------------- | ----------------------------------------------- | ----------------------------------------------- | ----------------------------------------------- | ----------------------------------------------- | ----------------------------------------------- | ----------------------------------------------- |
| 1.                                              | Robert Droogmans                                | Ronny Joosten                                   | Ford Sierra RS Cosworth                         | 3:41:09                                         | 0.0                                             |                                                 |
| 2.                                              | Patrick Snijers                                 | Dany Colebunders                                | BMW M3 E30                                      | 3:41:46                                         | +37                                             |                                                 |
| 3.                                              | Marc Duez                                       | Thimonier Pierre                                | BMW M3 E30                                      | 3:43:06                                         | +1:57                                           |                                                 |
| 4.                                              | Fabrizio Tabaton                                | Luciano Tedeschini                              | Lancia Delta Integrale                          | 3:43:47                                         | +2:38                                           |                                                 |
| 5.                                              | Jean-Pierre van de Wauwer                       | Yves Bozet                                      | Ford Sierra RS Cosworth                         | 3:48:34                                         | +7:25                                           |                                                 |
| 6.                                              | John Bosch                                      | Kevin Gormley                                   | BMW M3 E30                                      | 3:53:00                                         | +11:51                                          |                                                 |
| 7.                                              | Russell Brookes                                 | John Meadows                                    | Ford Sierra RS Cosworth                         | 3:53:28                                         | +12:19                                          |                                                 |
| 8.                                              | Valère Vandermaesen                             | Julien Aerts                                    | Mercedes-Benz 190E 2.3 16V                      | 3:54:53                                         | +13:44                                          |                                                 |
| 9.                                              | Fabio Arletti                                   | Leonardo Julli                                  | Lancia Delta HF 4WD                             | 3:55:19                                         | +14:10                                          |                                                 |
| 10.                                             | Ivan Viaene                                     | Roland Dewulf                                   | Ford Sierra RS Cosworth                         | 3:57:49                                         | +16:40                                          |                                                 |